# 马格努斯·埃里克森
马格努斯·埃里克森（Magnus Eriksson，1990年4月8日—），是瑞典职业足球运动员，司职前锋。现在效力于美職聯球队聖荷西地震。

## 俱乐部生涯
2006年，埃里克森被提升到瑞典球队AIK一线队。但他并未代表AIK在正式比赛中出场。2008年，他被先后租借到瑞典第二级别球队瓦斯比联和第四级别球队阿克洛波利斯。2009年，埃里克森正式转会加盟瓦斯比联。他为球队效力两个赛季，其中2010赛季出场29次，射进11球。
2011年初，埃里克森转会到另一支第二级别球队阿特维达堡。他在2011赛季出场30次，射进15球，位列联赛射手榜第三位，并帮助球队获得联赛冠军，升级到顶级联赛。2012前半赛季，他出场20次，射进11球。
2012年8月21日，比利时足球甲级联赛球队根特签入埃里克森。但是由于球队教练频繁更换，他并未能得到太多出场机会，半个赛季仅有4次出场。
2013年1月21日，埃里克森回到瑞典，和马尔默签约四年。 2013赛季，他出场30次，进球11个，是俱乐部的联赛最佳射手，此外还贡献了联赛最多的14次助攻，帮助球队夺得联赛冠军。2014赛季，他出场30次，射进5球，帮助马尔默卫冕冠军。
2014年12月15日，中国足球超级联赛球队贵州人和宣布正式签入埃里克森。